# Lill-Jonestjärnen
Lill-Jonestjärnen är en sjö i Umeå kommun i Västerbotten och ingår i Sävarån-Tavelåns kustområde.